# Douglas Township (comté de Page, Iowa)
Douglas Township est un township du comté de Page en Iowa, aux États-Unis,.
Le township est fondé en 1858.

## Source de la traduction
- (en) Cet article est partiellement ou en totalité issu de l’article de Wikipédia en anglais intitulé « Douglas Township, Page County, Iowa » (voir la liste des auteurs).